# Richard d’Argences
Richard d'Argences ou Aichard d'Argences (Aigardus) est le 7e abbé de Fécamp.

## Biographie
Neveu de Raoul d’Argences, il lui succède à l'abbatiat de Fécamp, élu abbé alors qu'il est archidiacre de Fécamp. Il est ainsi le premier abbé de l'abbaye de la Trinité nommé par voie d'élection, ses prédécesseurs étant désignés par les ducs de Normandie.
Sous son fort bref abbatiat, le pape Honorius III confirme la possession par l'abbaye de Fécamp de l'hôpital de Veules telle que son fondateur en avait établi la concession.
Antoine Le Roux de Lincy l'évoque comme étant « religieux fort dévot, libéral, doux, affable, très charitable. On tient qu'il augmenta d'une troisième partie la portion de vin des religieux ».

### Mort et sépulture

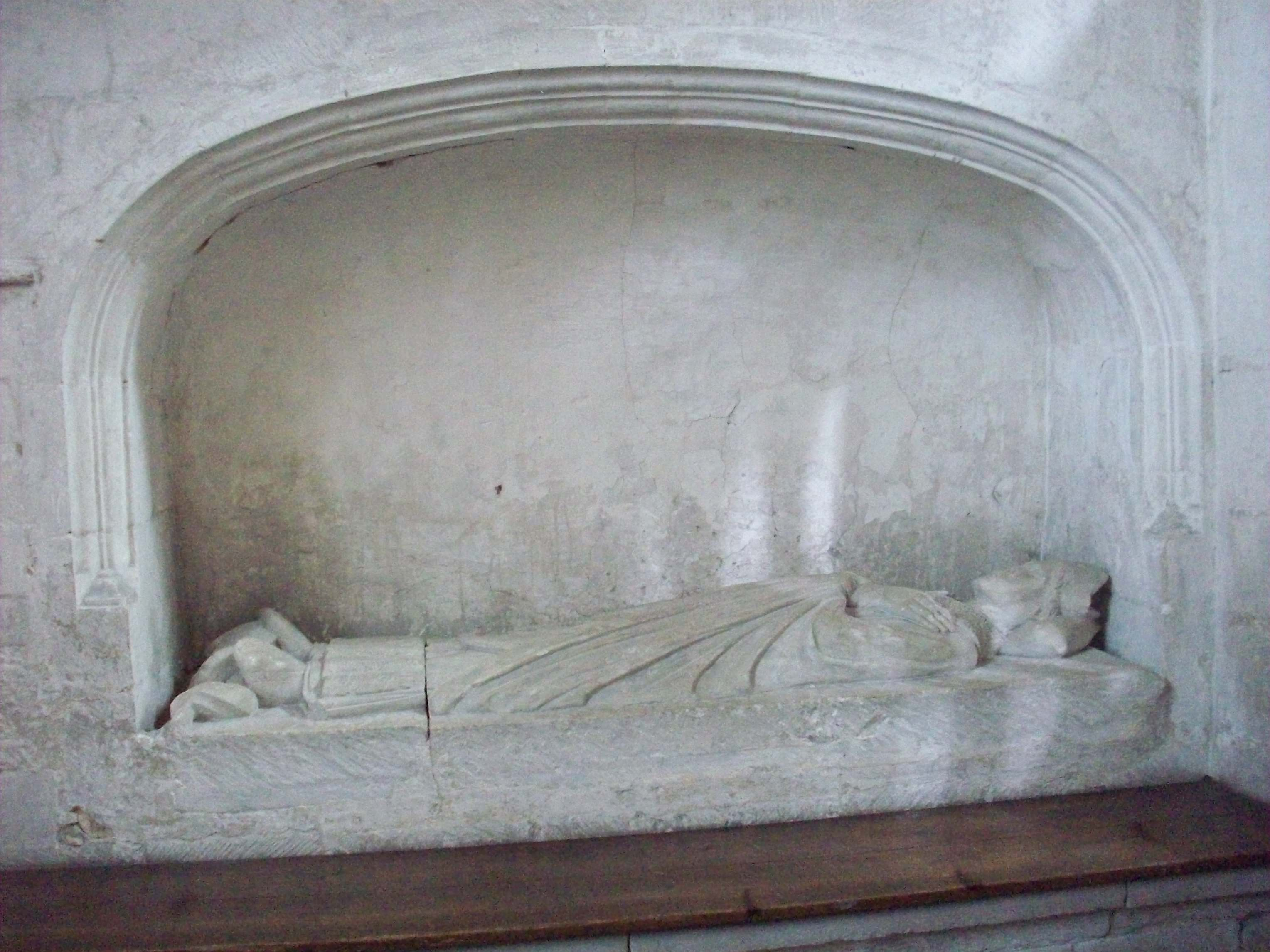
Gisant de Richard d'Argences

Richard d'Argences meurt peu après en 1222/1223 (Euphème Carré de Busserolle avance la date précise du 18 septembre 1222). Son gisant en pierre, du XIIIe siècle, se trouve dans la chapelle Saint-Nicolas de l'abbaye de la Trinité de Fécamp et a été classé M.H. en 1840. Jean Vallery-Radot le décrit ainsi : {{Le tombeau est situé sous un enfeu dont l'arc en anse de panier est orné de moulures accusant une époque plus jeune que celle de la statue qu'il abrite. Celle-ci, intacte ou peu s'en faut, appartient au grand art du XIIIe siècle dont elle présente tous les caractères : noblesse de la composition, facture large, aptitude singulière à provoquer de grands effets avec un minimum de moyens. Sur la dalle funèbre, tapissées d'un semis de fleurs à quatre pétales, le gisant est allongé, les pieds contre un animal revêtant l'apparence d'un gros lézard, la tête, coiffée d'une mitre étroite et basse, reposant sur un coussin. Les mains sont gantées ; l'anneau est passé, par-dessus le gant, au médius de la main droite. Les amples vêtements liturgiques, ramenés en avant par les deux bras croisés, dessinent de profonds plis. Les traits, bien que mutilés, sont empreints de majesté : le masque glabre, puissamment modelé, pur reflet des tendances idéalistes de l'art contemporain, est à lui seul un morceau achevé}}.

## Héraldique
Richard d'Argences portait : de gueules à la fleur de lys d'argent.